# Zapicán
Zapicán est une ville de l'Uruguay située dans le département de Lavalleja. Sa population est de 640 habitants.

## Histoire
La ville a été fondée en 1887 par Pablo Fernández.

## Population
| Année | Population |
| ----- | ---------- |
| 1963  | 840        |
| 1975  | 759        |
| 1985  | 670        |
| 1996  | 602        |
| 2004  | 640        |

Référence,.